# Harald Demuth
Harald Demuth, né le 2 juillet 1950, est un pilote automobile allemand de rallyes.

## Biographie
Sa carrière en sport automobile commence en 1970, et sa première compétition en mondial a lieu en 1974. Il cesse ses activités sportives mécaniques en 1994.
Il court successivement sur Toyota (années 1970), puis Audi de 1979 à 1986, Mercedes-Benz de 1986 à 1994, avec cependant un épisode sur Mitsubishi en 1989 et 1990.
En 2013, il fait brièvement équipe avec Fabrizia Pons, au Rallylegend Star de Saint-Marin (sur Audi quattro).

## Palmarès

### Titres
- Champion d'Allemagne des rallyes en 1982 (copilote Arwed Fischer, sur Audi quattro);
- Champion d'Allemagne des rallyes en 1984 (copilote le belge Willy Lux, sur Audi quattro ); 
  - 3e du championnat d'Europe des rallyes en 1984 (copilote Willy Lux), sur Audi quattro;

### 11 victoires en Championnat d'Europe
- Rallye des Karawanken: 1980 (Autriche);
- Rallye de Sarre: 1982 et 1984;
- Rallye du Hunsrück: 1982 et 1984;
- Rallye hivernal de Saxe: 1984;
- Rallye Barum: 1984 et 1985 (Tchécoslovaquie);
- Rallye du Valais: 1984;
- Rallye Škoda: 1985 (Tchécoslovaquie);
- Rallye de Hesse: 1987;

### 9 victoires en Championnat d'Allemagne
- Rallye de Sarre: 1982 et 1984;
- Rallye Vorderpfalz: 1982;
- Rallye du Hunsrück: 1982 et 1984;
- Rallye hivernal de Saxe: 1984;
- Rallye Trifels: 1984;
- Rallye saxon de la Baltique: 1984;
- Rallye de Hesse: 1987.

## Autre
- 1981 : Participation au rallye Dakar avec comme copilote Michael Schwagerl sur Suzuki LJ80 (voiture n°151)[1].